# No Reason
No Reason, es un sencillo de la banda Sum 41, de su álbum Chuck. La canción es el tema oficial de la película Supersalidas, en la que también aparece la banda interpretando en la película. 
También es parte de la banda sonora de los videojuegos "NFL Street 2", y "Full Auto". Al aparecer en estos videojuegos, la banda se presentó en los VGA de 2004, interpretando la canción.
Este sencillo no fue lanzado como sencillo promocional, sino que fue sólo emitido en radios estadounidenses y canadienses, y tampoco tuvo videoclip.
- Datos: Q748972